# 张富升
张富升（1993年9月20日—），广东省广州市人，中国国家射击队成员。

## 战绩
2011年，张富升进入广东省射击队，并获得中国第七届城市运动会男子25米手枪速射比赛个人冠军，随后与队友陈可汗、劳嘉杰获得团体冠军。2013年，进入中国国家射击队，在射击世界杯德国站男子25米手枪比赛中获得亚军。2014年中國全国锦标赛上，以586环的成绩，获得男子25米标准手枪速射冠军。2016年3月，射击世界杯泰国曼谷站男子25米手枪速射项目中获得第一。3月29日，中国射击队里约奥运选拔赛，张富升在男子25米手枪速射第三场比赛中以34中名列第一位，与李越宏共同参加里约奥运会此项目比赛。8月，张富升获得2016年里约奥运会男子25米手枪速射比赛第四名。2017年8月28日，第13届全运会男子25米手枪速射决赛中，获得第二名。2020年9月获得中國全国射击冠军赛（手枪项目）男子25米手枪速射项目第三名。